# Euploea terissa
Euploea terissa är en fjärilsart som beskrevs av Hans Fruhstorfer 1910. Euploea terissa ingår i släktet Euploea och familjen praktfjärilar. Inga underarter finns listade i Catalogue of Life.